# Skræling

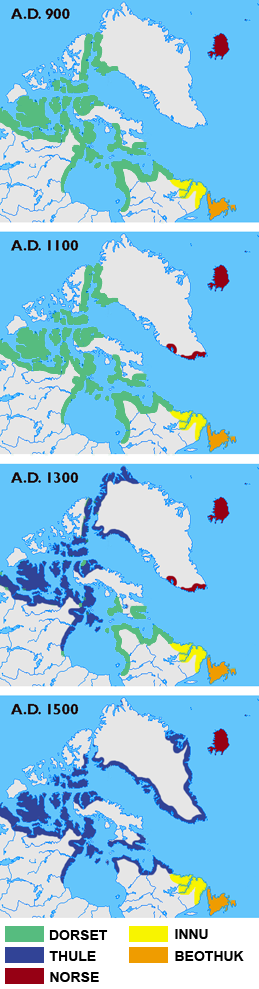
Mapas mostrando las diferentes culturas en Groenlandia, Labrador, Newfoundland y el Ártico canadiense en los años 900, 1100, 1300 y 1500.

Otra versión similar de diferentes mapas mostrando las diferentes culturas en Groenlandia, Labrador, Terranova y el Ártico canadiense en los años 900, 1100, 1300 y 1500. El color naranja muestra la Cultura Dorset, el verde la Cultura Thule y el lila la Cultura nórdica.

Skræling (en nórdico antiguo e islandés: skrælingi, plural skrælingjar) es el gentilicio con el cual los pueblos nórdicos de Groenlandia e Islandia designaban a los pueblos indígenas de Groenlandia, y se supone que también a los habitantes de las regiones de América septentrional. Se considera que fue aplicado originalmente a miembros del pueblo Thule, un grupo esquimal con quienes los colonos escandinavos convivieron en Groenlandia alrededor del siglo XIII, y probablemente también al pueblo Beothuk de la isla de Terranova.
En las sagas también se utilizaba para nombrar a los pueblos de Vinland (probablemente la isla de Terranova) en sus incursiones del siglo XI.

## Etimología
El término aparece por primera vez en fuentes del periodo de las expediciones escandinavas cuando se iniciaron los primeros contactos con indígenas americanos. En el tiempo que esas fuentes quedaban patentes en escritos, la palabra Skræling era un término nórdico habitual de los colonos groenlandeses para el pueblo Thule, los ancestros de los Inuit. Los Thule llegaron a Groenlandia desde América del Norte en el siglo XIII y estuvieron en contacto más o menos constante con los colonos escandinavos. La saga de los groenlandeses y la saga de Erik el Rojo, escritas en el siglo XIII, usan el mismo nombre para los pueblos del territorio de Vinland que ya encontraron en el siglo XI. La palabra también está atestiguada en la lengua inglesa desde el siglo XVIII, en relación con un supuesto testimonio esquimal.
Skræling es la única palabra que sobrevive de forma intacta del dialecto groenlandés del nórdico antiguo hablado por los colonos escandinavos de la Edad Media. En islandés moderno, skrælingi significa «bárbaro» o extranjero. El origen de la palabra no está claro, pero es probable que sea una variante de la palabra skrá que significa piel y daría significado al hecho que los esquimales Thule y Dorset, y otros pueblos indígenas del norte que los colonos encontraban, vistieran prendas fabricadas con piel animal, en contraste con las prendas confeccionadas que usaban los escandinavos. 
Algunos historiadores han especulado que skrælingi procede de la palabra escandinava skral o la forma islandesa skrælna. La palabra skral implica delgadez o pírrico. En las lenguas escandinavas, a menudo se emplea como sinónimo de sentirse enfermo o débil, pero es pura especulación por influencia de una etimología popular o el falso amigo lingüístico; la palabra skral no existía en los textos medievales escandinavos, por ejemplo, en las sagas islandesas o en el islandés moderno. Es una palabra prestada del siglo XVII procedente del bajo alemán al danés, noruego y sueco. Skræling o skrælling significa debilidad en noruego y danés moderno. Skrælna se refiere a la manipulación o secado de plantas, por ejemplo, pero no hay datos para asegurar que se utilizara Skræling en los textos medievales como un calificativo despectivo, por lo que concepto de Skræling como sinónimo de hombres feos es una hipótesis sin base.
El etnónimo groenlandés Kalaalleq puede tener su origen en el nórdico Skræling (la combinación de consonantes skr es desconocida en el idioma inuit) o del nórdico klæði (que significa ropas).